# Acorn Computer Archimedes
Acorn Computer Archimedes (Archimedes) је био кућни рачунар фирме Acorn Computer који је почео да се производи у Уједињеном краљевству од 1987. године.
Користио је ARM-2 32 bit RISC (ARM-3 у A500 серији) као микропроцесор. RAM меморија рачунара је имала капацитет од 512 KB (до 16 MB). 
Као оперативни систем кориштен је ARTHUR (и RISC OS касније).

## Детаљни подаци
Детаљнији подаци о рачунару Archimedes су дати у табели испод.
|                       | |
| [ 1 ]                 | |
| Произвођач            | |
| Тип                   | кућни рачунар |
| Меморија              | 512 (до 16 MB) |
| Поријекло             | Уједињено краљевство |
| Година                | 1987. |
| Тастатура             | потпуна 102 тастера тастатура са пуним помаком тастера - PC/AT распоред                                                                    |
| Процесор              | |
| Фреквенција процесора | 4 / 8 |
| RAM                   | 512 (до 16 MB) |
| ROM                   | 512 |
| Текст                 | 132 знакова x 32 линија највише |
| Графика               | 21 екранских модова, укључујући: 640x480 (256 боја), 640 x 512 (256 боја), 800x600 (16 боја), 896x352 (256 боја), 1280x960 (монохроматски) |
| Боја                  | 256 највише |
| Звук                  | 8 гласа |
| Димензије             | 35 (ширина) x 20,5 (дубина) x 5,8 (висина)                                                                                                 |
| Портови               | |
| Оперативни систем     | |